# درة خونبازي دم سقاوة (مارغون)
درة خونبازي دم سقاوة (بالفارسية: دره خونبازی دم سقاوه) هي قرية تقع في إيران في قسم مارغون الريفي. يقدر عدد سكانها بـ 20 نسمة .